# Eigersund

Eigersund község elhelyezkedése Rogaland megyében.

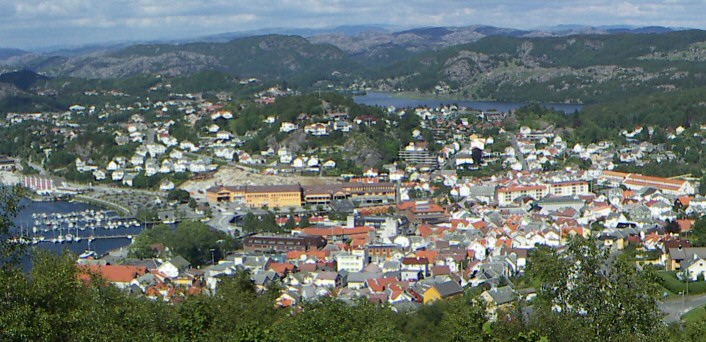
Az eigersundi Egersund város panorámaképe a Varberg tetejéről (2006. június 28.)

Eigersund község címere.

Eigersund község (norvégül kommune) Norvégia délnyugati részében, Rogaland megye (norvégül fylke) délnyugati tengerpartján.
Területe 387.4 km2, népessége 13 969.
1838. január 1-jén jött létre, mint landdisstrikt, azaz „vidéki körzet” (ld. formannskapsdistrikt). 1839-ben levált róla Augne. A korábban önálló község Helleland, illetve Egersund város 1965. január 1-jén olvadtak be Eigersundba.
A község délnyugaton az Északi-tenger partjától északkeleten Aust-Agder megye határáig terjed. Északi szomszédja Hå község, délen Sokndal. Központja a csaknem tízezer lakosú Egersund. A községhez tartozik Eigerøya szigete is. Látképét a tenger, folyói és erdői határozzák meg. A város ipari jellegű. A község tavai az Eiavatnet és a Teksevatnet.

## Neve
A név óészaki formája Eikundarsund. Ennek előtagja az Eikund sziget (a mai Eigerøya) nevének genitivus, az utótag a „szoros” vagy „öböl” jelentésű sund. A szigetnév is tovább bontható, eik jelentése „tölgy”, az -und végződés pedig azt jelenti, hogy „sok belőle” (vagyis tölgyekkel borított szigetről van szó).
Az [ei] diftongus nélküli alak, Egersund ugyanannak a szónak a dán nyelvű alakja, amely megőrződött Egersund város nevében.

## Címere
Címere újkeletű, 1972. október 20-án kapta. Névábrázoló címerről van szó, hiszen a közeg nevében szerepel a „tölgy” jelentésű eik szó, a címeren pedig egy sárga tölgylevél látható zöld háttér előtt. A község területén valóban sok a tölgy.

## Története
A helyet említette a krónikás Snorri Sturluson. IV. Keresztély király (1588–1648) üteget állított fel itt.

## Külső hivatkozások
- Municipal fact sheet from Statistics Norway